# Hassan du Maroc
Pour les articles homonymes, voir Moulay Hassan.
Titre
Prince héritier du Maroc
Depuis le 8 mai 2003
(22 ans, 2 mois et 20 jours)
Le prince Moulay El Hassan (en arabe : مولاي الحسن, en amazighe : ⵎⵓⵍⴰⵢ ⵍⵃⴰⵙⴰⵏ), également appelé Hassan, Al-Hassan, ou El-Hassan ben Mohammed, né le 8 mai 2003 à Rabat, est le prince héritier du Maroc. Fils aîné du roi Mohammed VI et de la princesse Lalla Salma, il est membre de la famille royale marocaine.

## Biographie

### Jeunesse et formation
Moulay El Hassan est le fils aîné du roi Mohammed VI (qui règne depuis 1999) et de Lalla Salma Bennani. Il a une sœur cadette, Lalla Khadija, née le 28 février 2007. Le prince poursuit l’ensemble de sa scolarité au Collège royal de Rabat, établissement réservé aux membres de la famille royale. Il y reçoit une formation multilingue et étudie notamment l’arabe, l’amazighe, le français, l’anglais et l’espagnol,.
Dès son adolescence, Moulay El Hassan est nommé colonel de la Garde royale,, de l'Armée royale et des Forces royales air.
En 2020, Moulay El Hassan obtient son baccalauréat avec la mention très bien, après avoir passé ses examens au lycée public Dar Es Salam de Rabat,. Il intègre ensuite la Faculté de Gouvernance, Sciences Economiques et Sociales (FGSES) de l’Université Mohammed VI Polytechnique (UM6P), sur le campus de Rabat, situé à Salé, où il a suivi une spécialisation en relations internationales,.
En parallèle de ses études, le prince représente régulièrement son père, comme ce dernier au temps du roi Hassan II, lors de représentations officielles (pour les obsèques d'Henri d'Orléans, comte de Paris, ainsi que celles de l’ancien président français Jacques Chirac), afin d'apprendre progressivement les fondements du pouvoir qui lui permettront d’assumer ses futures responsabilités royales.

### Vie privée
En 2014, âgé de 10 ans, son père lui offre une voiture de luxe, qui devient sa première voiture immatriculée en son nom. En sa qualité de prince héritier, un jet-privé Gulfstream G650 nouvellement acquis par les FAR est mis à sa disposition en 2018.
Concernant les loisirs, Moulay Hassan adore le football et le basket. Encore élève, il joue au foot au centre d’entraînement des Forces armées royales (FAR) de la Maamoura, à Rabat, avec plusieurs enfants de militaires. Il pratique aussi l’équitation, son père Mohammed VI suivant personnellement ses programmes d’entraînement. En novembre 2016, dans un dossier intitulé « Leçon particulière », consacré à leur duo père-fils, le magazine Paris Match décrit Moulay El Hassan comme « un fils qui écoute les conseils de son père ». Il adore le basketball, et participe ainsi à la compétition de son club universitaire malgré la pandémie de Covid-19.

## Ordre de succession au trône
L'article 20 de la Constitution marocaine du 13 septembre 1996, puis l'article 43 de l'actuelle Constitution de 2011, disposent que Moulay el-Hassan est le prince héritier du royaume du Maroc. Il est le premier en ligne de succession dans la dynastie alaouite qui gouverne le Maroc depuis près de quatre siècles.
Ainsi, le texte de la Constitution dispose que :

« La Couronne du Maroc et ses droits constitutionnels sont héréditaires et se transmettent de père en fils aux descendants mâles en ligne directe et par ordre de primogéniture de Sa Majesté le roi Hassan II (resp. Sa Majesté le roi Mohammed VI), à moins que le Roi ne désigne, de son vivant, un successeur parmi ses fils, autre que son fils aîné. Lorsqu'il n'y a pas de descendants mâles en ligne directe, la succession au Trône est dévolue à la ligne collatérale mâle la plus proche et dans les mêmes conditions. »

— Constitution du Maroc, 1996. (resp. 2011)
L'article 21 de la Constitution de 1996 dispose qu'« un Conseil de régence exerce les pouvoirs et les droits constitutionnels de la Couronne » au cas où le prince héritier n'a pas encore atteint l'âge de 16 ans. Cependant, cette dernière a été révisée et approuvée par référendum populaire le 1er juillet 2011. L'article 44 de la nouvelle constitution dispose que « le Roi est mineur jusqu'à l'âge de 18 ans accomplis ».

## Titres et honneurs

### Titulature
- Depuis le 8 mai 2003 : Son Altesse Royale le prince héritier Moulay el-Hassan.

### Distinctions
- Grand cordon de l'ordre de la République (Tunisie), 31 mai 2014[21].
- Grand-croix de la Légion d'honneur (France), 29 octobre 2024[22].

## Ascendance
|  |                                        |  |  |  |  |  |  |  |  |  |  |  |  |  |  |  |
|  | 16. Youssef Ben Hassan                 |  |  |  |  |  |  |  |  |  |  |  |  |  |  |  |
|  |                                        |  |  |  |  |  |  |  |  |  |  |  |  |  |  |  |
|  |                                        |  |  |  |  |  |  |  |  |  |  |  |  |  |  |  |
|  | 8. Mohammed V                          |  |  |  |  |  |  |  |  |  |  |  |  |  |  |  |
|  |                                        |  |  |  |  |  |  |  |  |  |  |  |  |  |  |  |
|  |                                        |  |  |  |  |  |  |  |  |  |  |  |  |  |  |  |
|  | 17. Lalla Yacout                       |  |  |  |  |  |  |  |  |  |  |  |  |  |  |  |
|  |                                        |  |  |  |  |  |  |  |  |  |  |  |  |  |  |  |
|  |                                        |  |  |  |  |  |  |  |  |  |  |  |  |  |  |  |
|  | 4. Hassan II                           |  |  |  |  |  |  |  |  |  |  |  |  |  |  |  |
|  |                                        |  |  |  |  |  |  |  |  |  |  |  |  |  |  |  |
|  |                                        |  |  |  |  |  |  |  |  |  |  |  |  |  |  |  |
|  | 18. Mohammed al-Tahar ben Hassan       |  |  |  |  |  |  |  |  |  |  |  |  |  |  |  |
|  |                                        |  |  |  |  |  |  |  |  |  |  |  |  |  |  |  |
|  |                                        |  |  |  |  |  |  |  |  |  |  |  |  |  |  |  |
|  | 9. Lalla Abla                          |  |  |  |  |  |  |  |  |  |  |  |  |  |  |  |
|  |                                        |  |  |  |  |  |  |  |  |  |  |  |  |  |  |  |
|  |                                        |  |  |  |  |  |  |  |  |  |  |  |  |  |  |  |
|  | 2. Mohammed VI                         |  |  |  |  |  |  |  |  |  |  |  |  |  |  |  |
|  |                                        |  |  |  |  |  |  |  |  |  |  |  |  |  |  |  |
|  |                                        |  |  |  |  |  |  |  |  |  |  |  |  |  |  |  |
|  | 20. Mouha Ou Hammou Zayani             |  |  |  |  |  |  |  |  |  |  |  |  |  |  |  |
|  |                                        |  |  |  |  |  |  |  |  |  |  |  |  |  |  |  |
|  |                                        |  |  |  |  |  |  |  |  |  |  |  |  |  |  |  |
|  | 10. Hassan ould Mouha Ou Hammou Zayani |  |  |  |  |  |  |  |  |  |  |  |  |  |  |  |
|  |                                        |  |  |  |  |  |  |  |  |  |  |  |  |  |  |  |
|  |                                        |  |  |  |  |  |  |  |  |  |  |  |  |  |  |  |
|  | 21. Hennou                             |  |  |  |  |  |  |  |  |  |  |  |  |  |  |  |
|  |                                        |  |  |  |  |  |  |  |  |  |  |  |  |  |  |  |
|  |                                        |  |  |  |  |  |  |  |  |  |  |  |  |  |  |  |
|  | 5. Lalla Latifa                        |  |  |  |  |  |  |  |  |  |  |  |  |  |  |  |
|  |                                        |  |  |  |  |  |  |  |  |  |  |  |  |  |  |  |
|  |                                        |  |  |  |  |  |  |  |  |  |  |  |  |  |  |  |
|  | 1. Moulay El Hassan                    |  |  |  |  |  |  |  |  |  |  |  |  |  |  |  |
|  |                                        |  |  |  |  |  |  |  |  |  |  |  |  |  |  |  |
|  |                                        |  |  |  |  |  |  |  |  |  |  |  |  |  |  |  |
|  | 6. Hajj Abdelhamid Bennani             |  |  |  |  |  |  |  |  |  |  |  |  |  |  |  |
|  |                                        |  |  |  |  |  |  |  |  |  |  |  |  |  |  |  |
|  |                                        |  |  |  |  |  |  |  |  |  |  |  |  |  |  |  |
|  | 3. Lalla Salma                         |  |  |  |  |  |  |  |  |  |  |  |  |  |  |  |
|  |                                        |  |  |  |  |  |  |  |  |  |  |  |  |  |  |  |
|  |                                        |  |  |  |  |  |  |  |  |  |  |  |  |  |  |  |
|  | 7. Naïma Bensouda                      |  |  |  |  |  |  |  |  |  |  |  |  |  |  |  |
|  |                                        |  |  |  |  |  |  |  |  |  |  |  |  |  |  |  |
|  |                                        |  |  |  |  |  |  |  |  |  |  |  |  |  |  |  |
|  | 15. Hajja Fatma Abdellaoui Maâne       |  |  |  |  |  |  |  |  |  |  |  |  |  |  |  |
|  |                                        |  |  |  |  |  |  |  |  |  |  |  |  |  |  |  |
|  |                                        |  |  |  |  |  |  |  |  |  |  |  |  |  |  |  |